# Хребет России
«Хребет России» (метафорическое название Уральских гор) — российский телевизионный и литературный проект. Состоит из иллюстрированной книги (автор — Алексей Иванов) и четырёхсерийного документального фильма (проект Леонида Парфёнова и Алексея Иванова), снятого в 2008 — 2009 и показанного на Первом канале в марте 2010 года. Проект посвящён природе, истории и культуре Урала.
Алексей Иванов задумал создать проект, который послужил бы визитной карточкой Урала, в 2006 году. Реализация проекта началась в феврале 2007 года, когда проекту оказали поддержку Анатолий Чубайс и РАО «ЕЭС России». Спонсорами проекта также стали Дмитрий Рыболовлев (ОАО «Уралкалий»), Андрей Кузяев («GAG-группа») и Федеральное агентство по печати и массовым коммуникациям.

## Книга
Эта книга является следующей у Алексея Иванова после «Блуда и МУДО».
При подготовке книги А. Иванов много путешествовал по Уралу, изучая горы и реки, города и заводы, историю и мифологию.
Презентация книги состоялась 10 марта 2010 года на ярмарке «Книги России» в Москве.
Книга Алексея Иванова «Хребет России» выпущена издательской группой «Азбука-классика». Содержит около 600 фотографий, 100 очерков и путеводитель по Уралу. Жанр книги называют[кто?] новым словом «иденти» («идентификации региона»), и говорят,[кто?] что она находится в русле постмодернизма, который однако не деконструирует известное, а реконструирует утраченное.
«На примере новой книги Алексея Иванова „Хребет России“ становятся поразительно очевидными возможности перенесения реального пространства в пространство литературного произведения, наложения рельефа местности на рельеф текста. Пожалуй, самым уникальным и, одновременно, всё объясняющим здесь выступает оригинальность художественного метода, определившая новизну жанровой формы. <…>
Иванов выразил Урал в пятнадцати наиболее общих цивилизационных универсалиях: „ландшафт“, „язычество“, „ресурс“, „подземность“, „(по)рождение“, „преображение“, „Мастер“, „фарт“, „неволя“, „милитаризация“, „место встречи“, „милость государя“, „культ совершенства“, „держава в державе“, „дикое счастье“».
По Иванову, концептуализация того или иного свойства жизни Урала и ментальности уральца возможна прежде всего потому, что данное свойство объясняет феноменологию существования региона и иллюстрирует репрезентативную выборку фактов его истории и культуры. В результате обнаруженные свойства и поименованные смыслы обретают статус идентити — объектов, логически отождествленных с уже знакомыми, известными.
Оперируя набором идентити в качестве объясняющих и описательных понятий, Иванов раскрывает в «Хребте России» принципы организации локальной системы мира, которую он назвал Уральской Матрицей и определил как «набор оправданных опытом стратегий поведения, личного и общественного», «неписаный свод правил жизни», «набор параметров местной идентичности» (Ю. Щербинина, журнал «Волга»).
Для Алексея Иванова сам Урал воплощает постмодернистскую модель России: «„Горнозаводская цивилизация“ по отношению к крестьянской русской цивилизации всегда „постмодернистская“, — полагает автор „Хребта“. — Потому что Россия была сельской и феодальной, а Урал — заводским и капиталистическим. Вот этот старинный „постмодернизм“ — ноу-хау. Постмодерн „горнозаводской цивилизации“ и есть ключ к новому прочтению Урала».
«Урал заснят анфас и в профиль, снаружи и изнутри, с воды и с воздуха. В результате в книгу вошли фотосъёмки не только широко известных по глянцевым путеводителям, но самых отдалённых, труднодоступных и мало освоенных туристами мест Уральского края». Специальное внимание уделено широко известному городищу Аркаим.
В книгу входит множество новелл:
- «Место встречи изменить нельзя»
- «Слово „слобода“ — от слова „свобода“»
- «Клады Биармии»
- «Страшнее сказки»
- «Король прибыл»
- «Уральское как российское»
- «Против Солнца первая застава»
- «Копьё Пересвета»
- «Былина»
- «Русские в Сибири»
- «Горный завод»
- «Артиллеристы-капиталисты»
- «Канава»
- «Царство за полконя»
- «Железный пояс Урала»
- «Роман с камнем»
- «Чугунная муза»
- «Здесь и ненадолго»
- «Последний герой»
- «Тени воевод»
- «Яма глубокая»
- «Несбывшийся подвиг»
- «Весна рукотворная»
- «Полёт павлинов над горами»
- «Портал в небо»
- «Точно так же на том же месте»
- «Приходящие на Акзират»
- «Из армии в Биармию»
- «Истинные арийцы»
- «Коренная ханская земля»

Она состоит из четырёх частей:
1. Герои
2. Заводы (1699—1864)
3. Мастера
4. Матрица (1864—2009)

В четырёх основных частях ивановской книги чередуются пространство и время — как понятия, организующие и структурирующие всё повествование. Первая («Герои») и третья («Мастера») части организованы с пространственных позиций: и Герои, и Мастера «ходят» — осваивают земли, завоёвывают территории, добывают знания. Вторая («Заводы», 1699—1864) и четвёртая («Матрица», 1864—2009) части «Хребта» организованы хронологически: здесь отражается динамика и раскрываются причинно-следственные взаимосвязи культурно-исторических смыслов Урала.

## Фильм
Проект Леонида Парфёнова и Алексея Иванова «Хребет России» (2010), представляет собой историко-географическое путешествие по Уралу. Одновременно, по заказу правительства Пермского края, Парфёнов и Иванов сняли презентационный фильм, посвященный всему Уральскому региону. За один год Парфёнов и Иванов приняли участие в восьми экспедициях, преодолев 20 тысяч километров и посетив 112 городов и посёлков всего Урала.
Лента спродюсирована продюсерским центром «ИЮЛЬ», съёмки вела студия Леонида Парфенова «Намедни». Документальная лента «Хребет России» представлена как путешествие трех ведущих — Алексея Иванова, Леонида Парфёнова и Юлии Зайцевой по достопримечательностям Урала. Режиссёры Сергей Нурмамед, Иван Скворцов, Андрей Лазарев. Оператор-постановщик — Владимир Каптур. Автор идеи и сценария — Алексей Иванов. Фильм снят с элементами «Роуд-муви» и экстремальных видов туризма.
Фильм повествует об истории покорения и освоения русскими Урала и Сибири в XV—XIX веках. Основной акцент авторы сделали на истории освоения предгорий и гор Уральского горного хребта на территории современного Пермского края, однако, съёмки фильма также проходили на территории Свердловской, Челябинской, Тюменской областей и республики Башкортостан. Фильм состоит из четырёх серий и выходил по вторникам.. Премьера первой серии фильма состоялась на Первом канале российского телевидения 9 марта 2010 года.
Повествование в фильме охватывает четыре с лишним столетия и завершается эпохой советских первых пятилеток и ГУЛАГа.